# Moëlan-sur-Mer
Moëlan-sur-Mer è un comune francese di 7 121 abitanti situato nel dipartimento del Finistère nella regione della Bretagna.

## Società

### Evoluzione demografica
Abitanti censiti